# Liste von Personen im Schienenverkehr
Die Liste von Personen im Schienenverkehr umfasst Persönlichkeiten im Schienenverkehr die Leistungen im Bereich der Entwicklung und des Baus der Eisenbahn vollbracht haben. Hierzu zählen Fahrzeugingenieure, Bauingenieure, Architekten, Betreiber von Bahngesellschaften, Investoren und Politiker.

## Technische Entwicklung der Eisenbahnen

### Deutschland
- August von Borries, Verbundwirkung und 1880 erste preußische Verbundlokomotive
- August Borsig, frühe in Deutschland gebaute Lokomotiven, Borsig-Werke
- Friedrich Busse, Eisenbahndirektor in Leipzig, entwickelte ein Transportsystem für Personen-, Gepäck- und Frachttransport, gilt als Vater der deutschen Eisenbahn
- Paul Camille von Denis, Leitung des Baus der ersten Eisenbahnwagen in Deutschland für die Ludwigseisenbahn Nürnberg-Fürth[1]
- Franz Anton Egells 1788–1854, Lokomotivkonstrukteur und Gründer der Maschinenbauanstalt Franz Anton Egells / Neue Berliner Eisengießerei
- Robert Garbe, preußischer Maschinenbauingenieur
- Richard von Helmholtz, deutscher Ingenieur, Konstrukteur des Krauss-Helmholtz-Lenkgestells
- Edmund Heusinger von Waldegg Konstrukteur, Heusinger-Steuerung
- Georg Knorr (wesentlich verbesserte Druckluftbremse)
- Georg Krauß, Gründer der Lokomotivfabrik Krauss & Comp. in München
- Johann Friedrich Krigar erste in deutschen Ländern gebaute Lokomotiven in der Königlichen Eisengießerei Berlin 1815
- Adolf Klose, Obermaschinenmeister der Königlich Württembergischen Staats-Eisenbahnen, Konstrukteur
- Franz Kruckenberg, Ingenieur und Konstrukteur des Schienenzeppelins
- Joseph Anton von Maffei, wichtiger Wegbereiter der bayerischen Eisenbahn, Gründer der Eisenwerke Hirschau
- Oskar von Miller, Ingenieur, Vordenker der Streckenelektrifizierung in Bayern, Gründer des Deutschen Museums
- Wilhelm Schmidt, Entwickler der Heißdampf-Technik
- Johann Andreas Schubert, erste betriebstaugliche deutsche Dampflokomotive Saxonia 1839
- Werner von Siemens, erste Elektrolokomotive, Siemens-Werke
- Max Maria von Weber Eisenbahn-Ingenieur und Buchautor
- Gustav Wittfeld 1855–1923, Entwicklungen an Dampflokomotiven und elektrischen Triebfahrzeugen
- Johann Friedrich Ludwig Wöhlert 1797–1877, Mitentwicklung der ersten Borsig-Lokomotive, Gründer der Lokomotivfabrik F. Wöhlert'sche Maschinenbau-Anstalt und Eisengiesserei AG

### Großbritannien
- William Bridges Adams, Publizist, Eisenbahnkonstrukteur und Erfinder der Adamsachse
- John Blenkinsop, erste Lokomotiven mit Zahnradantrieb und Zahnstangen-Schiene
- Charles Beyer, Konstrukteur, Mitgründer und langjähriger Leiter von Beyer, Peacock & Co.
- Isambard Kingdom Brunel, Eisenbahnpionier, Bau der Great Western Railway
- Thomas Russell Crampton (Crampton-Lokomotive)
- Herbert William Garratt Erfinder der Garratt-Lokomotive
- Sir Nigel Gresley, britischer Dampflokomotivbauer, Rekord-Lokomotive LNER-Klasse A4 „Mallard“
- Joseph Locke, neben den Stephensons und Brunel einer der bedeutendsten englischen Eisenbahnpioniere
- George Stephenson (erste wirtschaftlich nutzbare Dampflokomotive)
- Robert Stephenson (Sohn von George S., Gewinner des Rennens von Rainhill)
- Richard Trevithick (erste Dampflokomotiven)

### Österreich
- Johann Brotan, Brotankessel
- Wilhelm von Engerth, Engerth-Lokomotive
- Franz Anton von Gerstner, Bau der Pferdeeisenbahn Budweis–Linz–Gmunden
- Carl Ritter von Ghega, Erbauer der Semmeringbahn
- Adolph Giesl-Gieslingen, Entwickler des Giesl-Ejektors
- Karl Gölsdorf, erste sechsfach gekuppelte Dampflokomotive
- Louis Adolf Gölsdorf, Gepäcklokomotive

### Schweiz
- Carl Roman Abt, Zahnradbahn System Abt, Ausweiche für Standseilbahn
- Jakob Buchli, Entwicklung des Einzelachsantriebs, Buchli-Antrieb
- Anatole Mallet, Mallet-Lokomotive
- Niklaus Riggenbach, erste Bergbahn Europas mit Zahnradantrieb, Dampflok-Bremssysteme
- Emil Strub, Zahnradbahn System Strub
- Willem Jan Holsboer, Begründer der Rhätischen Bahn
- Olaf Kjelsberg, mechanischer Teil der ersten Elektrolokomotiven
- Charles Brown, Gründer der SLM
- Charles Eugene Lancelot Brown, gründer der BBC zusammen mit Boveri, Ausrüster der Sissach-Gelterkinden-Bahn (zweite elektrische Bahn der Schweiz)
- Louis Favre, Erbauer des Gotthardtunnel

### USA
- Matthias William Baldwin, Baldwin Locomotive Works, weltweit größter Dampflokproduzent
- Peter Cooper, erste in den USA gebaute Lokomotive
- Sylvester Marsh, erste Bergbahn der Welt mit Zahnradantrieb
- George Mortimer Pullman, Pullmanwagen, Pullman-Schlafwagen-Gesellschaft, USA
- Frank Julian Sprague „Vater der elektrischen Traktion“ in den USA, Straßenbahnen, Zugsicherungssysteme
- George Westinghouse (erste durchgehende Druckluftbremse in Eisenbahnzügen)

### Frankreich
- André Chapelon, schuf leistungsfähigste Dampflokomotiven Europas
- Alfred de Glehn, 1894 erstmals Verbundlokomotive mit 4 Zylindern
- Paulin Talabot

### Andere Länder
- Abraham Ganz, Österreich-Ungarn, Gründer der ungarischen Ganz & Cie, Eisenbahnräder, Waggonbau und elektrische Triebfahrzeuge
- Kálmán Kandó, Österreich-Ungarn, ab 1902 erste Entwicklungen und Verbesserungen für den elektrischen Bahnbetrieb, Übergang vom Drehstrombetrieb zum Einphasen-Wechselstromsystem, später Generaldirektor der Ganz & Co.

## Infrastruktur und Politik

### Deutschland
- Joseph von Baader, 1763–1835 (Projektierung von Eisenbahnen in Bayern)
- Herrmann Bachstein (initiierte mit seiner Centralverwaltung für Secundärbahnen eine Vielzahl von Nebenbahnen)
- Johann Adam Beil, 1840 bis 1852 Direktor der Taunus-Eisenbahn
- Paul Camille von Denis (Ludwigseisenbahn Nürnberg-Fürth, Taunus-Eisenbahn Frankfurt-Wiesbaden)
- David Hansemann Bankier, Politiker, Vizepräsident der Rheinischen Eisenbahngesellschaft
- Friedrich Harkort (Prinz-Wilhelm-Eisenbahn-Gesellschaft, Trassierung der Prinz-Wilhelm-Eisenbahn)
- August von der Heydt 1848–1869 Leiter des preußischen Eisenbahnwesens
- Claus Koepcke Ingenieur und als Geheimer Finanzrat ab 1872 für die Entwicklung der Sächsischen Schmalspurbahnen verantwortlich
- Friedrich Lenz (Unternehmer) (1846–1930) baute und betrieb zahlreiche Klein- und Nebenbahnen
- Friedrich List (deutscher Ökonom)
- Bethel Henry Strousberg (zahlreiche Strecken im früheren Preußen und in Mittelosteuropa)
- Karl Waechter (1840–1913) Gründer des Eisenbahnbauunternehmens Vering & Waechter, Initiator zahlreicher Klein- und Nebenbahnen

### Großbritannien
- Isambard Kingdom Brunel (zahlreiche britische Bahnstrecken, Breitspurbahn)
- Sir Samuel Morton Peto, englischer Bahnunternehmer (1809–1889)

### Österreich
- Wilhelm Eichler von Eichkron (Eisenbahnunternehmer, Wien-Gloggnitzer Eisenbahn, Semmeringbahn, Kaiser-Ferdinands-Nordbahn)
- Carl Ritter von Ghega (Semmeringbahn)
- Franz Josef von Gerstner (Projektierung der Pferdeeisenbahn Budweis–Linz–Gmunden)
- Viktor Ofenheim, Ritter von Ponteuxin, Generaldirektor der Lemberg-Czernowitzer Eisenbahn und Großaktionär mehrerer Eisenbahngesellschaften
- Josef Riehl (Bahnprojekte, darunter Stubaitalbahn, Mittenwaldbahn, Igler, Hungerburgbahn)

### Schweiz
- Alfred Escher (Bahngesetz Schweiz, Schweizerische Nordostbahn, Gotthardbahn)
- Adolf Guyer-Zeller (Jungfraubahn, Schweizerische Nordostbahn)
- Samuel Stähli (Taktfahrplan, S-Bahn Zürich, Bahn 2000, Neue Eisenbahn-Alpentransversale)

### USA
- James J. Hill Great Northern Railroad
- Cornelius Vanderbilt New York Central System

### Andere Länder
- William Cornelius Van Horne (sorgte für die Vollendung der transkontinentalen Strecke der Canadian Pacific Railway)
- Cecil Rhodes (Eisenbahnbau in Afrika)
- Charles de Freycinet, Initiator des Plan Freycinet, aufgrund dessen von 1878 bis 1914 in Frankreich Eisenbahnen mit einer Länge von knapp 10.000 km gebaut wurden
- Wilhelm Roediger, Huelva, Andalusien[2][3]